# 삼동면 (남해군)
삼동면(三東面)는 대한민국 경상남도 남해군의 면이다. 남해군의 동쪽에 위치해 있으며, 23개 마을로 구성되어 있다. 물미해안도로는 유명한 드라이브 코스로 소문나 있으며, 지족어촌체험관광 마을, 지족정보화마을, 원예예술촌, 해오름예술촌, 편백휴양림, 나비생태공원, 대지포 몽돌해안 등의 명소가 있고, 유스호스텔과 남송가족호텔 등의 관광시설을 갖추고 있다. 물건리에는 옛 독일 파견 노동자들이 주로 거주하며 독일식 주택이 특징적인 독일마을이 위치해 있다.

## 행정 구역
- 금송리(金松里)
- 지족리(知足里)
- 동천리(洞天里)
- 물건리(勿巾里)
- 봉화리(鳳花里)
- 영지리(靈芝里)

## 교육
| 학교명                | 소재지                              | 비고                          |
| --------------------- | ----------------------------------- | ----------------------------- |
| 삼동초등학교          | 삼동면 동부대로 1296 (동천리)       |                               |
| 지족초등학교          | 삼동면 동부대로1858번길 4 (지족리)  |                               |
| 지족초등학교 난령분교 | 삼동면 삼이로394번길 17 (영지리)    | 2006년 폐교                   |
| 물건초등학교          | 삼동면 동부대로 995 (물건리)        | 1999년 폐교                   |
| 물건중학교            | 삼동면 동부대로1122번길 22 (물건리) | 2019년 꽃내중학교로 신설·통합 |
| 남수중학교            | 삼동면 동부대로 1810 (지족리)       | 2019년 꽃내중학교로 신설·통합 |
| 경남해양과학고등학교  | 삼동면 동부대로 1810 (지족리)       |                               |
| 꽃내중학교            | 삼동면 동부대로 1316 (동천리)       |                               |

## 볼거리
- 창선교와 죽방렴

경희대학교 주강현 교수는 《우리문화유산을 찾아서》란 책에서 가천 미륵불과 죽방렴을 남해의 가장 독특하고 가치있는 문화자산으로 평가했다. 19번 국도를 타고 이동까지 간 다음 삼동 지족 방면으로 좌회전하여 15분 정도 달리면 창선교가 나온다. 이곳이 지족해협이고 이 물살 빠른 해협을 따라 'V자' 모양으로 발을 쳐 놓은 어구가 죽방렴이다.
- 물건방조어부림
- 물미도로
- 해오름예술촌
- 나비생태공원
- 지족어촌체험마을
- 바람흔적 미술관

## 사건사고
- 1992년 7월 30일 오후 5시경, 경상남도 남해군 창선면, 삼동면에 위치한 남해 창선대교 붕괴사고

## 같이 보기
- 독일마을